# Доњи Рујани
Доњи Рујани су насељено мјесто у Босни и Херцеговини у Граду Ливну које административно припада Федерацији Босне и Херцеговине. Према попису становништва из 1991. у насељу је живјело 412 становника.

## Географија
Насеље се налази на ободу Ливањског поља у подножју планине Динаре. На два сата хода сјеверозападно од насеља у правцу планине Динаре се налази природна јама „Равни Долац“ дубока 50 метара у коју су 1941. хрватске усташе бациле 217 или 218 Срба из Доњих Рујана и Горњих Рујана. У непосредној близини насеља се налази и јама „Пропунта“, у коју су усташе 1941. бациле три Србина.

## Историја

### Јама Равни Долац 1941.
У Доње Рујане су хрватске усташе наоружане са пушкама и штаповима упале на Огњену Марију 30. јула 1941. године. Претходно доласку усташа, један мањи дио мушкараца који није вјеровао намјерама усташа се сакрио у шуму. Усташе су прво одвојили мушкарце од жена, под изговором да их шаљу у Србију. Прво су у правцу јаме „Равни Долац“ одвели мушкарце док су жене и дјеца остали у кућама, а након тога су одвели и жене и дјецу у пећину поред јаме. Усташе су око подне позивале групе жена и дјеце и одводиле над јаму у коју су их бацали. Тог дана у јаму је укупно бачено 217 или 218 Срба. Већина бачених Срба је убијена претходно или при паду у јаму која је дубока 50 метара. Од 217 или 218 бачених у јаму, њих 14, од чега 13 жена и један мушкарац су у јами међу труплима у распадању преживјели шест недеља. Пошто нису имали воде и хране, неки преживјели су сакупљали кишницу и пили властиту мокраћу да преживе. Покољ су преживјели Боја Радета (рођена Лалић), Мара Лалић-Јурић, Милица Маљковић и други. Срби који су преживјели су се након Другог свјетског рата иселили у Србију. Последња преживела била је Божана Боја Радета (рођена Лалић), умрла августа 2021.
Тих дана је извршен и злочин над Србима у ливањском селу Челебић. Више: Покољ у Челебићу.
Ексхумација остатака жртава је први пут извршена 9. јуна 1991, а кости жртава су пренесене и сахрањене у заједничку крипту у Ливну.

## Култура
У насељу се налази храм Српске православне цркве посвећен Покрову Пресвете Богородице. Цркву су порушиле хрватске усташе 1941, а обновљена је 13. августа 1972. Поново је порушена 1992. и тренутно се обнавља.
У храму је од када је посљедњи пут порушен 1992, прва литургија служена 14. октобра 2009.

## Становништво
| Демографија | Демографија | Демографија |
| Година      | Становника  | Становника  |
| ----------- | ----------- | ----------- |
| 1961.       | 1.019       |             |
| 1971.       | 958         |             |
| 1981.       | 703         |             |
| 1991.       | 412         |             |